# Polyommatus quadripuncta
Polyommatus quadripuncta är en fjärilsart som beskrevs av Courvoisier 1903. Polyommatus quadripuncta ingår i släktet Polyommatus och familjen juvelvingar. Inga underarter finns listade i Catalogue of Life.